# Katavakari (väster om Vaakua, Nystad)
Katavakari är en ö i Finland. Den ligger i Skärgårdshavet eller Bottenhavet och i kommunen Nystad i landskapet Egentliga Finland, i den sydvästra delen av landet. Ön ligger omkring 62 kilometer nordväst om Åbo och omkring 210 kilometer väster om Helsingfors.
Öns area är 6,6 hektar och dess största längd är 420 meter i nord-sydlig riktning.